# Drumul Vinului (România)
În România, conceptul de Drumul Vinului reprezintă mai multe șosele turistice care traversează zone viticole și istorice. Apărute în anul 2000, aceste drumuri ale vinului există în mai multe zone ale țării, dar primul și încă singurul funcțional este cel din vestul județului Buzău și care traversează județul Prahova de la est la vest.
Proiectul „Drumul vinului” a fost lansat de fostul ministru al Turismului, Dan Matei Agathon.
Amenajarea acestor drumuri s-a făcut de către Consiliile Județene (șoselele pe care le urmează având statut de drumuri județene), cu fondurile lor și cu fonduri ale Uniunii Europene. Lucrările de construcție din județul Buzău au intrat în atenția Uniunii Europene, președintele CJ Buzău de la acea vreme, Victor Mocanu, fiind bănuit că a dirijat atribuirea lucrărilor către firmele unor cunoscuți, care au efectuat lucrări de calitate scăzută la prețuri foarte mari. Drumul a avut nevoie de reparații capitale la scurt timp după inaugurare.
În județul Buzău, acest drum urmează vechea rută care lega orașul Buzău de Bucov, Gherghița și București prin zona deluroasă (rută care a fost înlocuită în secolele al XIX-lea și al XX-lea de șoselele DN1B și DN2). El pornește din DN10 la Ciuta și duce spre sud la mănăstirea Ciolanu și tabăra de sculptură de la Măgura de lângă Haleș mai departe pe la Mierea, cotind pe versantul sudic al dealului Istrița spre Merei, Sărata-Monteoru, Pietroasele și Breaza, pe o rută paralelă cu DN1B la nord de acesta.
În județul Prahova, Drumul Vinului continuă pe o lungime de 58 km și traversează localitățile Mizil, Tohani, Ceptura, Urlați, Jercălăi, Valea Călugărească, Vărbila, Bucov, Seciu, Boldești-Scăeni, Zamfira, Plopeni, Băicoi, Florești și Filipeștii de Pădure.